# バッテリー・マリタイム・ビルディング
バッテリー・マリタイム・ビルディング（Battery Maritime Building）は、マンハッタン島南端、サウス・フェリー地区に隣接するフェリーターミナルである。所在地はサウス・ストリートとホワイトホール・ストリートの角にあるサウス・ストリート10号である。このターミナルは、遊覧船や、1956年からはガバナーズ島へのフェリー・ターミナルとして使用されている。

## 概要
このボザール様式の建物は、1906年から1909年にかけて、市営フェリー埠頭として建造され、ブルックリンの39丁目行きフェリーに使用されていた。設計は、ウォーカー・アンド・モーリス事務所で、鋳鉄、圧延材、金型用亜鉛合金、銅など、様々な建築金属が使用され、玄関屋根の下の穹窿は、グアスタビーノ・タイルを利用した。
建物はもともと、大きな上級待合室へ向かう広い中央階段を備えて設計された。上級では、高架鉄道駅とスタテン島フェリー・ホワイトホール・ターミナル、ロウアー・マンハッタンと直接接続されていた。また、ターミナルには5、6、7の3つのスリップがあり、より下級のワゴン・乗用車用車流しとなっていた。スタテン島フェリー・ターミナルは同時に構築され、2つのスリップとして現れた。建物の内部は1991年の火事によって空となり、2009年に臨時の内装と交換された。
1938年3月15日にブルックリン連絡船が営業を終了し、140,000平方フィートの建物は、様々な都市機関によって使用された。後に、もともとの多色の外観は、自由の女神の銅の色に合わせて別のペンキで塗られた。
1956年には、米国軍がガバナーズ島のジェイ砦にある駐屯地へ利用するために、ターミナルを使用し始めた。軍は、小さな蒸気フェリーを2隻の大きなディーゼル・エレクトリック式の船に取り替え、より大きな船が停泊できることが必要とし、バッテリー・マリタイム・ビルディングへのスタテン島フェリー・ターミナルの西のバージ・オフィスにフェリー乗り場を開設して、フェリー業務を移動させた。米国沿岸警備隊が1966年、軍からガバナーズ島を占領した時も、継続的にターミナルは使用された。1996年の退却まで、3,000人の居住者と2,000人の通勤者用に島へ交通手段を提供した。
2001年から2005年にかけて、3600万ドルをかけて修復が行われ、建物とその木製の桟橋はジャン・ヒルド・ポコルニー・アーキテクトによってもともとの塗装に塗り重ねられた。
現在では、夏季のみ、2003年以来、ニューヨーク市のガバナーズ島トラストによってガバナーズ島への公共連絡船が運航されており、バッテリー・マリタイム・ビルディングから発着している。